# Огородники (Огородникский сельсовет)

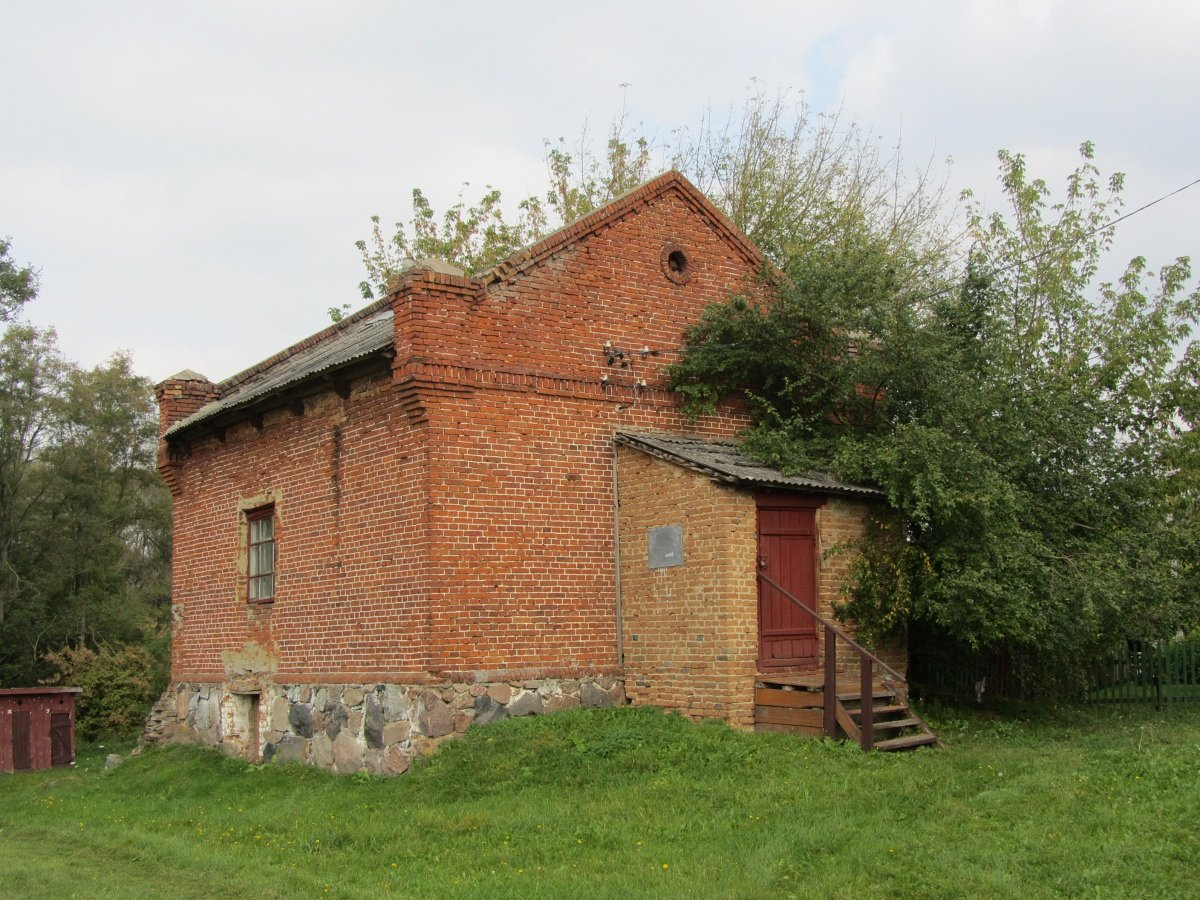
Ледовня

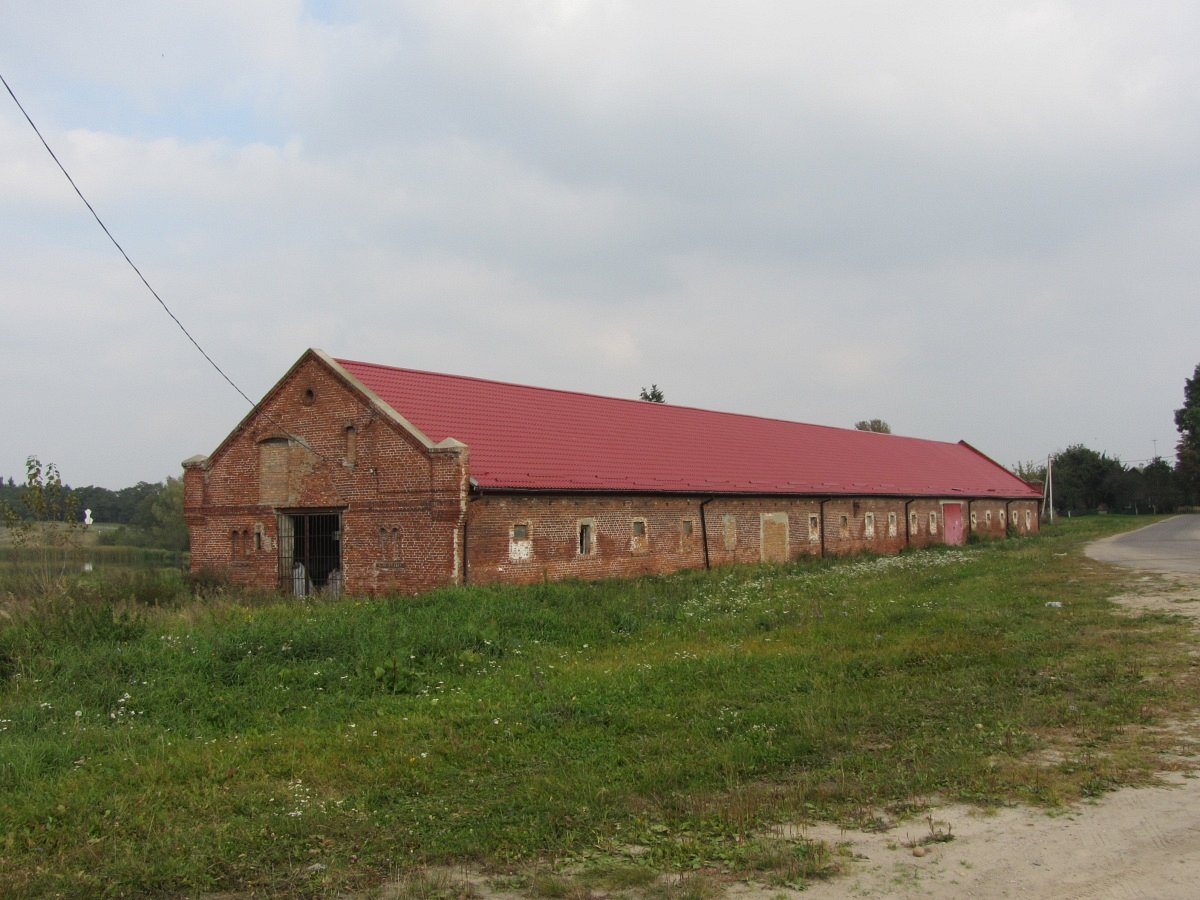
Конюшня

Огородники (бел. Агароднікі) — агрогородок в Каменецком районе Брестской области Беларуси. Административный центр Огородникского сельсовета. Население — 318 человек (2019).

## География
Огородники находятся в 3 км к юго-западу от города Высокое и в 33 км к юго-западу от города Каменец. В 7 км к западу проходит граница с Польшей, село расположено в приграничной зоне с особым порядком посещения. Село стоит на обоих берегах реки Пульва (приток Западного Буга). Через Огородники проходит шоссе Р9 на участке Высокое — Волчин). Ближайшая ж/д станция Высоко-Литовск в 7 км от села (линия Брест — Белосток).

## История
В селе Огородники сохранились фрагменты усадьбы «Александрия», исторически принадлежавшей Потоцким. Имение формировалось в конце XIX века, когда им владела Мария Потоцкая. Усадьба была выстроена на невысокой террасе ручья, притока Пульвы
В 1897 году в Огородниках было 16 дворов и 120 жителей.
Согласно Рижскому мирному договору (1921) деревня вошла в состав межвоенной Польши, где принадлежала Брестскому повету Полесского воеводства. В 1923 году здесь проживало 52 жителя. С 1939 года в составе БССР.
В послевоенное время здание бывшего усадебного дома было обложено кирпичом, перестроено под нужды школы и потеряло усадебный вид. Сохранился ряд построек бывшей усадьбы.

## Достопримечательности
- Усадьба Потоцких «Александрия». Перестроенный усадебный дом ныне функционирует как школа. Сохранились здания ледовни, амбара, конюшни, руины винокуренного завода. Хозяйственные постройки используются мало и постепенно разрушаются[3].
- Братская могила советских воинов. Похоронено 77 воинов и 4 партизана. В 1960 году на могиле установлен памятник — скульптура женщины со знаменем[5]
- Археологическое селище «Кусичи». Находится на окраине деревни, на левом берегу реки Пульва. Культурный слой — 0,4 с, материалы раскопок хранятся в Государственном музее БССР[5] —  Историко-культурная ценность Республики Беларусь, шифр 113В000326